# Stortingsvalget 1945
Stortingsvalget 1945 var det første stortingsvalget i Norge efter 2. verdenskrig, det blev afholdt 8. oktober 1945. 
Einar Gerhardsens anden regering blev dannet efter dette valg. 
Valget var en stor sejer for Arbeiderpartiet, som fik seks nye mandater og flertallet alene i Stortinget, selv om de gik tilbage i stemmetal. En anden stor vinder var Norges Kommunistiske Parti, som fik sit klart bedste valg nogensinde og gik frem fra at være et miniparti før krigen til 11 stortingsmandater. Kristelig Folkeparti opstillede for første gang til valg som et landsdækkende parti, og fik også et godt resultat. 
Flere partier som havde opstillet ved Stortingsvalget 1936 kom ikke tilbage: Samfundspartiet, Nasjonal Samling, Frisindede Folkeparti og Det Radikale Folkeparti.

## Resultater
| Parti                                      | Procent af stemmerne (%) | Ændring sammenlignet med 1936 | Mandater | Ændring sammenlignet med 1936 |
| ------------------------------------------ | ------------------------ | ----------------------------- | -------- | ----------------------------- |
| Arbeiderpartiet                            | 41,0                     | - 1,5                         | 76       | + 6                           |
| Høyre                                      | 17,0                     | - 4,3                         | 25       | - 11                          |
| Venstre                                    | 13,8                     | - 2,2                         | 20       | - 3                           |
| Norges Kommunistiske Parti                 | 11,9                     | + 11,6                        | 11       | + 11                          |
| Bondepartiet                               | 8,0                      | - 3,5                         | 10       | - 8                           |
| Kristelig Folkeparti                       | 7,9                      | + 6,6                         | 8        | + 6                           |
| Sogn og Fjordane fiskar- og småbrukarparti | 0,2                      | + 0,2                         | 0        | 0                             |
| Nytt Norge                                 | 0,1                      | + 0,1                         | 0        | 0                             |
| Total                                      | 100                      | 0                             | 150      | 0                             |

### Baggrund
- Stortingsvalget 8.10.1945 Arkiveret 14. juli 2007 hos  Wayback Machine Norsk Krigsleksikon
- Stortingsvalget 1945. Godkjente stemmer etter parti/valgliste. Kommune. Prosent Statistisk Sentralbyrå